# Benedetto Mazzacurati

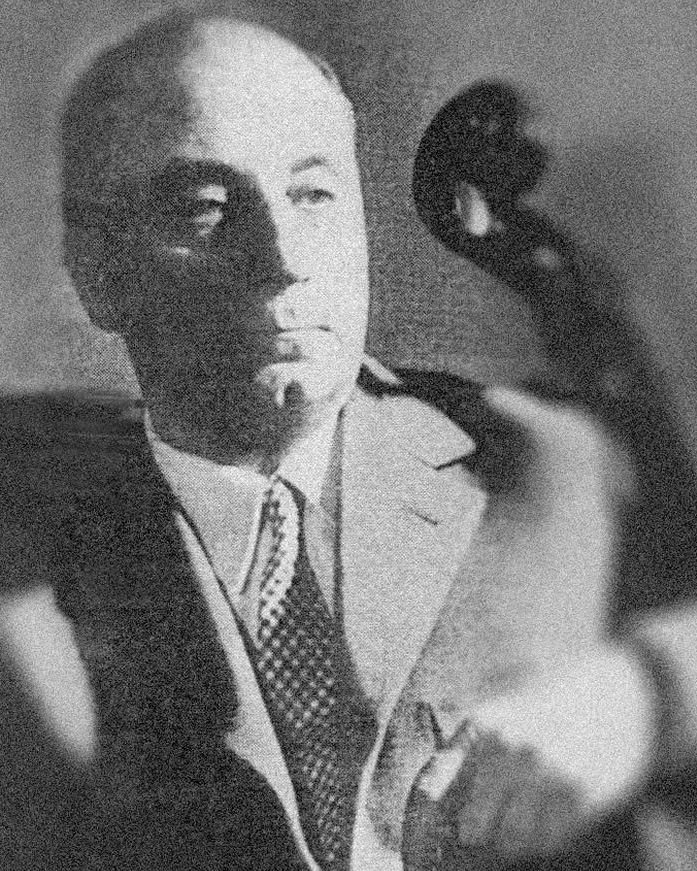
Benedetto Mazzacurati

Benedetto Mazzacurati (* 17. September 1898 in Neapel; † 29. März 1984 in Sanremo) war ein italienischer Violoncellist und Komponist.

## Leben und Werk
Benedetto Mazzacurati studierte bei Francesco Serato am Liceo Musicale in Bologna. Er erwarb sich dort 1915 sein Diplom.
Er wirkte von 1926 bis 1942 als Lehrer für Violoncello und von 1946 bis 1953 Ensemblespiel am Conservatorio Giuseppe Verdi in Turin. Von 1932 bis 1951 wirkte er als Erster Violoncellist des Orchesters von Radio Turin. Daneben trat er als Konzertmeister auf.
Später hielt er die gleichen Kurse, die er am Turiner Konservatorium gehalten hatte, am Konservatorium von Bologna, der Stadt, in der er sich intensiv der Förderung des Musiklebens widmete und unter anderem Präsident der Philharmonischen Akademie wurde. Nach dem Zweiten Weltkrieg bildete er mit Carlo Vidusso und Alberto Poltronieri ein Trio. Mit Remy Prìncipe und Nino Rossi bildete er das Trio Italiano.
Benedetto Mazzacurati schrieb Werke für Violoncello und Klavier (Burlesca, Canto nostalgico). Weiterhin veröffentlichte er Etüden für Violoncello und Transkriptionen.